# Нектарий (Милионис)
Епископ Нектарий (греч. Επίσκοπος Νεκτάριος, в миру Иоаннис Милионис греч. Ιωάννης Μηλιώνης; род. 1942, Keramitsa) — архиерей Элладской православной церкви, епископ Фотикийский (с 2023), викарий Афинской архиепископии.

## Биография
Родился в 1942 году в Керамице, Фильяте. 7 марта 1962 года он был пострижён в монахи игуменом Монастыря Варлаама на Метеоре Каллиником (Карусосом). 30 августа 1964 года митрополит Триккинский и Стагионский Дионисий (Хараламбус) рукоположил его во диакона.
Он окончил теологическую школу Афинского университета, а также юридический факультет того же университета. 
В марте 1967 года он был назначен диаконом часовни Святого Саввы Греческого противоракового института для помощи капеллану, а 22 ноября 1970 года он был рукоположён во иеромонахи митрополитом Триккисским и Стагонским Серафим (Стефану) в храме Святого Димитрия Ампелокипийского и назначен викарием больницы Святого Саввы, где продолжает служить больным по сей день. Также с 2 сентября 1972 года он был зачислен в монастырь Бесплотных Сил в Петраки, где и остается настоятелем по сей день.
26 октября 1972 года он был призван служить военным капелланом в частях Коринфа в течение 28 месяцев, и 6 сентября 1973 года возведён в сан архимандрита титулярным митрополитом Неа-Пелагонийским Николаем (Ксеносом). Наконец, в 2005 году Священный Синод Элладской Церкви наградил его за служение медалью Апостола Павла.
10 октября 2023 года он был избран титулярным епископом Фотикийским, викарием Афинской архиепископии.
5 ноября 2023 года в кафедральном Благовещенском соборе в Афинах состоялась его архиерейская хиротония, которую совершили: предстоятель церкви, архиепископ Иероним II, митрополит Димитриадский и Алмирский Игнатий (Георгакопулос), митрополит Фиванский Георгий (Мандзуранис), митрополит Илийский Афинагор (Дикеакос), митрополит Кифисийский Кирилл (Мисьякулис), митрополит Глифадский Антоний (Аврамиотис), митрополит Маниский Хризостом (Папатанасиу), митрополит Фтиотидский Симеон (Волиотис) и титулярный митрополит Фавмакский Иаков (Бизауртис).